# 大分中央幹線道路

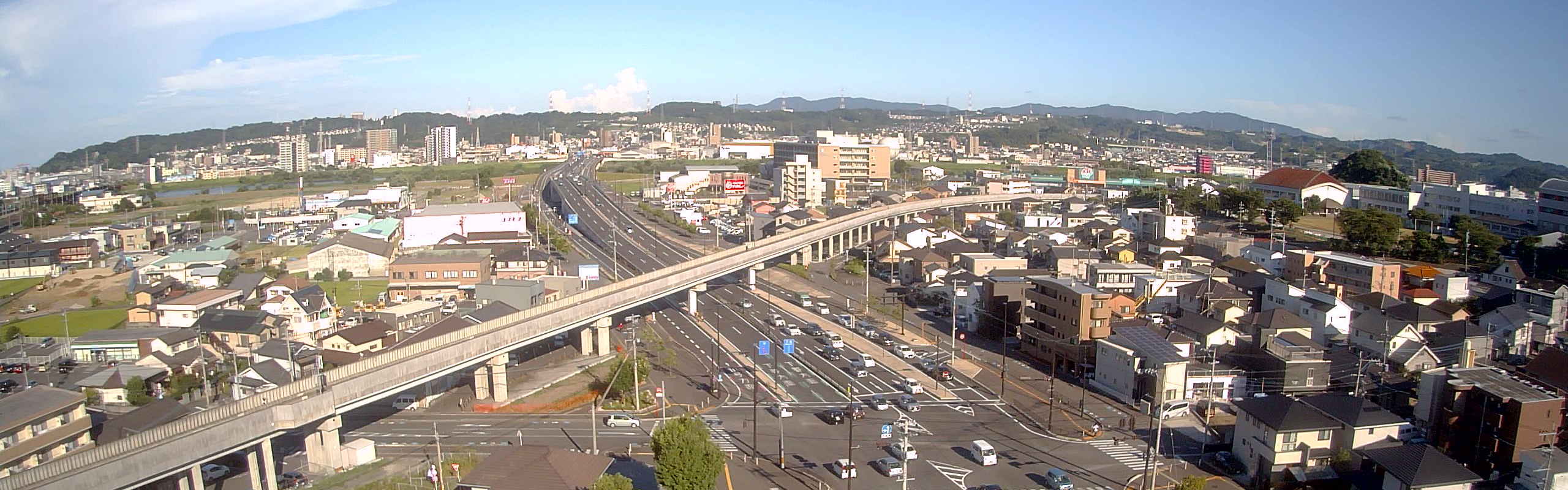
芸短大北交差点付近（JR久大本線高架橋の先は万寿橋と宗麟大橋）

大分中央幹線道路（おおいたちゅうおうかんせんどうろ）は、大分県大分市の東九州自動車道大分ICから主要地方道大分県道56号中判田下郡線（都市計画道路下郡中判田線）に至る延長約6 kmの地域高規格道路である。全延長15.3 kmの都市計画道路庄の原佐野線（しょうのはるさのせん）の一部を成す。

## 概要
JR日豊本線・久大本線・豊肥本線 大分駅の南側（上野の森口側）で大分市の市街地を東西に横断する路線である。かつて大分駅は高架化されておらず、鉄道で分断された駅南側は開発が進んでいなかった。しかし、2002年度（平成14年度）に起工した大分駅付近の高架化工事によって2012年3月に高架化が完成し、これに伴う大分駅周辺総合整備事業によって周囲の整備が進められている。本路線は大分駅南側へのアクセス道路であるとともに、高架工事に伴って春日陸橋や大道陸橋が撤去された際の迂回路としての役割をも果たすために建設された路線である。また、大分県道21号大分臼杵線のバイパスの役割も果たしている。
国道210号椎迫入口交差点から国道10号東元町交差点までの2,214 mの区間については、その一部が段階的に供用されてきたが、2008年（平成20年）9月27日に正式開会したチャレンジ!おおいた国体に間に合うように、同年9月23日に同区間の全線が開通している。
また、国道10号元町交差点から都市計画道路下郡中判田線（米良バイパス）までの1,780 mは調査区間に指定されていたが、2009年（平成21年）3月13日には、このうち国道10号元町交差点から大分川を超えて都市計画道路萩原鬼崎線（下郡バイパス）までの約1kmが整備区間（元町・下郡工区）に指定された。この区間では大分川に新橋が架橋されることになるが、大分川の市街地区域に一般道の新たな橋が架けられるのは、約半世紀ぶりである。
この橋は宗麟大橋と名付けられており、2018年（平成30年）1月14日に開通した。
萩原鬼崎線（下郡バイパス）から下郡中判田線（米良バイパス）までの約900 mの区間（下郡工区）について、大分県では2027年（令和9年）の供用開始を目標に、事業化に向けた道路計画や都市計画変更の説明会の開催等を行っている。
なお、残る大分ICから国道210号椎迫入口交差点までの2,006 mは計画区間となっている。

## 路線データ
- 道路規格 - 第4種1級
- 設計速度 - 60 km/h
- 車道幅員
  - 本線部 - 9.0 m × 2 = 18 m（4車線）
  - ランプ部 - 6.5 m × 2 = 13 m
  - 環境施設帯 - 自転車歩行車道5 m + 副道植樹帯6.5 m = 11.5 m × 2 = 23 m
  - 総幅員 - 54 m

## 接続道路

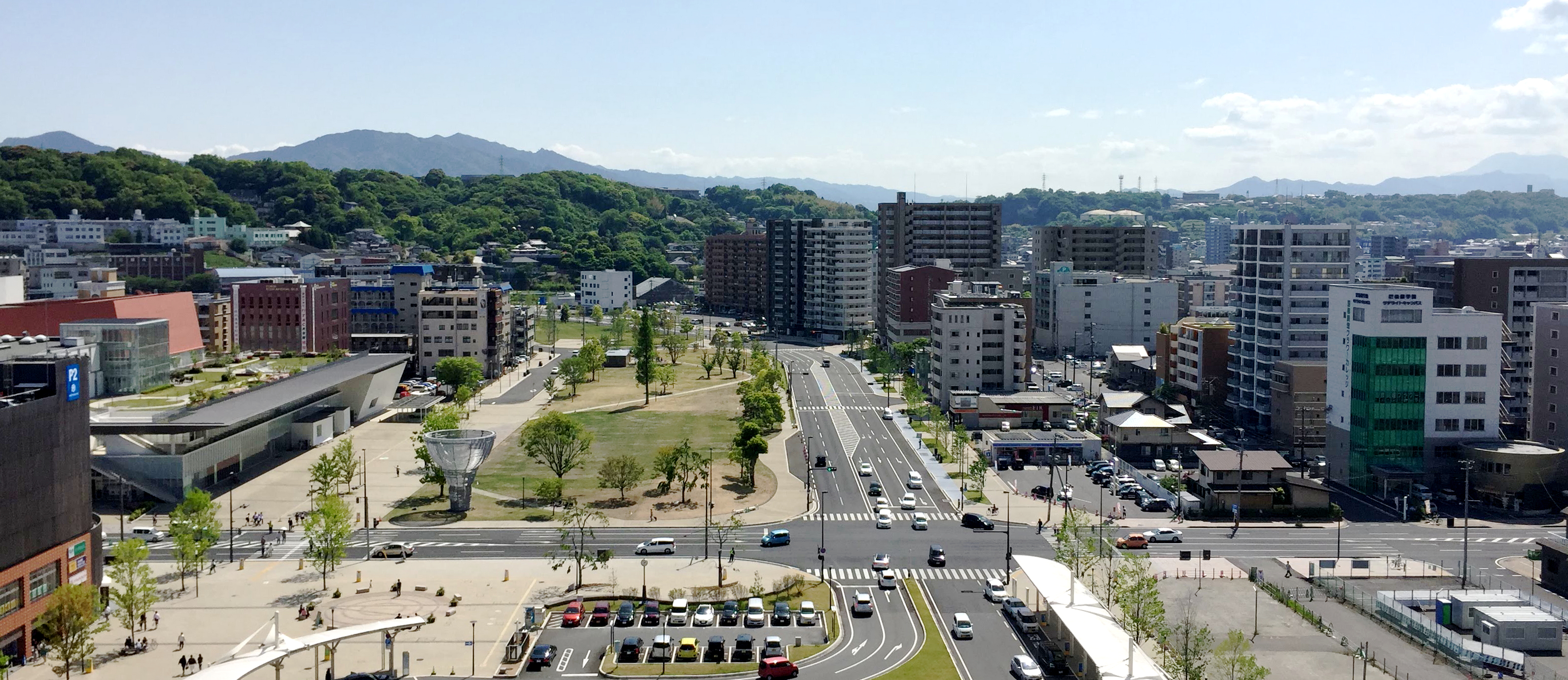
大分駅上野の森口から見たメインストリート

- E10 東九州自動車道（大分IC） - 計画区間
- 国道210号（椎迫入口交差点）
- 都市計画道路大分駅上野丘線
- 国道10号（東元町交差点）
- 都市計画道路萩原鬼崎線（下郡バイパス） - 整備区間
- 大分県道56号中判田下郡線（米良バイパス） - 調査区間

## 周辺
- 大分県立聾学校
- 楊志館高等学校
- 大分市立上野ヶ丘中学校
- 大分県立芸術文化短期大学
- 大分県立芸術緑丘高等学校
- 大友氏遺跡（旧万寿寺跡）